# Faetusa
En la mitología griega, Faetusa (Φαέθουσα: «radiante») es una ninfa hija de Neera, fruto de la unión de esta con el dios sol Helios. 
Según la Odisea, Odiseo llegó a la isla de Trinacia, donde Faetusa, junto con su hermana Lampetia, cuidaba los rebaños consagrados a su padre: Helios.
En Las metamorfosis de Ovidio, se asegura que Faetusa era la mayor de las hermanas de Faetón. Al ver ella inerte el cuerpo de él, lo lloró, y de sus lágrimas surgió el ámbar.